# Övra Abborrtjärnen, Hälsingland
Övra Abborrtjärnen är en sjö i Bollnäs kommun i Hälsingland och ingår i Skärjåns huvudavrinningsområde.